# Zaritap
Zaritap (in armeno Զառիթափ?) è un comune di 1 437 abitanti (2008) della Provincia di Vayots Dzor in Armenia.
Per un certo tempo il villaggio è stato rinominato in onore di Meshadi Azizbekov, uno dei primi bolscevica e uno dei 26 commissari di Baku.